# Charles Laughton

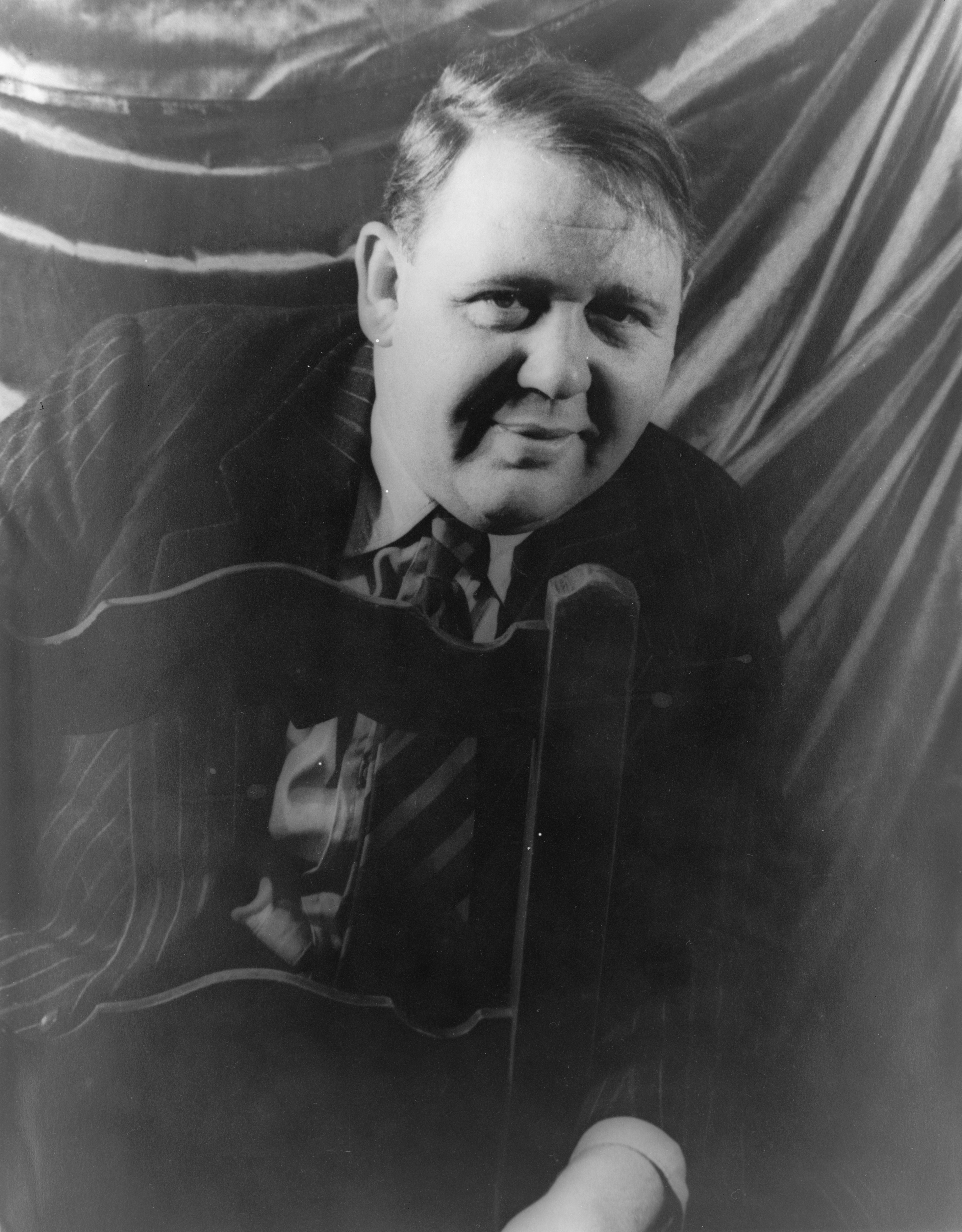
Charles Laughton 1940.

Charles Laughton, född 1 juli 1899 i Scarborough, North Yorkshire, död 15 december 1962 i Hollywood, Los Angeles, Kalifornien, var en brittiskfödd skådespelare och regissör, verksam i USA från 1931. Från 1950 var han amerikansk medborgare. Bland Laughtons filmer märks Kvinnorna kring kungen (1933), Lågor i dunklet (1934), Myteri (1935), Det var livat i Paris (1935), Värdshuset Jamaica (1939), Ringaren i Notre Dame (1939), Den stora klockan (1948), Åklagarens vittne (1957) och Spartacus (1960). Under den senare delen av sin karriär började han även regissera teaterpjäser, samt en film, thrillern Trasdockan (1955).

## Biografi
Laughton gjorde sin scendebut 1926, och filmdebut 1929. Han var en betydande karaktärsskådespelare med ett mycket brett register. Han kunde spela allt från sadister till vänliga män, butlers och statsmän, allt med samma övertygelse. Han Oscarsbelönades 1933 för sin roll som Henrik VIII i Kvinnorna kring kungen. En stor skådespelarprestation utförde han som Quasimodo i Ringaren i Notre Dame. År 1955 regisserade han thrillern Trasdockan med Robert Mitchum i huvudrollen.
Laughton gifte sig 1929 med skådespelaren Elsa Lanchester och de förblev gifta fram till hans död 1962. Han är begravd i Forest Lawn Memorial Park i Hollywood Hills. 

## Filmografi
- 1928 – The Tonic
- 1929 – Kinesflickan
- 1932 – Island of Lost Souls
- 1932 – I korsets tecken
- 1932 – Överraskade av natten
- 1932 – Om jag hade en miljon
- 1932 – Natt över Tunis
- 1933 – Kvinnorna kring kungen
- 1933 – Den vita kvinnan
- 1934 – Lågor i dunklet
- 1935 – Myteri
- 1935 – Polisprefekten
- 1935 – Det var livat i Paris
- 1936 – Rembrandt
- 1938 – Dansösen från gatan
- 1938 – En Söderhavets vagabond
- 1939 – Ringaren i Notre Dame
- 1939 – Värdshuset Jamaica
- 1940 – Din nästas hustru
- 1941 – Det började med Eva
- 1942 – Konvoj över havet
- 1942 – Manhattan
- 1943 – De stulo mitt land
- 1943 – Till nu och för evigt
- 1944 – Spöket på Canterville
- 1944 – Misstänkt
- 1945 – Kapten Kidd
- 1947 – En kvinnas hemlighet
- 1948 – Den stora klockan
- 1949 – Stormen kommer
- 1950 – Mannen i Eiffeltornet (även regi)
- 1951 – Skräckens borg
- 1951 – Blå slöjan
- 1952 – Sjörövare är vi allihopa
- 1952 – Livets glada karusell
- 1953 – Hennes kungarike
- 1953 – Salome - danserskan
- 1954 – Vad kvinnan vill
- 1955 – Trasdockan (endast regi)
- 1957 – Åklagarens vittne
- 1960 – Spartacus
- 1960 – Under falsk flagg
- 1962 – Storm över Washington